# Pogoro (popolo)
I Pogoro (noti anche come Pogolo e Wapogolo in swahili) sono un gruppo etnico della Tanzania centro-meridionale, in particolare delle zone di Iringa e Morogoro. Sono prevalentemente cristiani. La lingua tradizionale è il pogoro.
Sono un popolo di agricoltori; sono noti come abili cacciatori di ippopotami, animali che i pogoro uccidono con armi avvelenate per proteggere le coltivazioni.